# Giancarlo Valt
Giancarlo Valt (Cortina d'Ampezzo, 7 maggio 1941) è un giocatore di curling italiano, atleta del Curling Club Tofane.
Ha fatto parte della nazionale italiana di curling partecipando a sette campionati mondiali ed a sei campionati europei. Nel 1979 ha conquistato una medaglia di bronzo al campionato europeo di curling disputato a Varese. Questo rimane tutt'oggi il miglior risultato ottenuto dalla nazionale italiana maschile.
Valt ha vinto più volte il campionato italiano assoluto di curling.